# Cesena FC
Cesena FC – włoski klub piłkarski z siedzibą w Cesenie.

## Historia
21 kwietnia 1940 została założona Associazione Calcio Cesena. Do Serie B po raz pierwszy awansowała w 1968 roku, a historyczny awans do Serie A piłkarze tego klubu zaliczyli w roku 1973. W debiutanckim sezonie zajęła 11. miejsce. W kolejnym powtórzyła sukces i utrzymała się w najwyżej klasie rozgrywkowej. W sezonie 1975/76 Cesena zaskakując wszystkich zajęła doskonałe 6. miejsce w lidze i dostała prawy gry w Pucharze UEFA. Był to jednak jednorazowy wyczyn i po zakończeniu kolejnego sezonu drużyna została zdegradowana.
Drugi awans do Serie A uzyskali po zakończeniu sezonu w 1981, jednak nie zabawili tam długo i w 1983 po raz kolejny znajdują się w Serie B na następne 4 lata.
Po degradacji w roku 1991 Cesena mogła awansować do Serie A w roku 1994. Mieli wtedy drużynę, w której grali między innymi Alessandro Teodorani, Emiliano Salvetti, czy Dario Hübner. Był to zespół pełen perspektyw, jednakże piłkarze przegrali awans w barażach. W sezonie 2011/2012 zespół Ceseny zajął ostatnie 20. miejsce w rozgrywkach Serie A i spadł do drugiej ligi.
Dotychczas zespół grał 10 sezonów w Serie A, 27 sezonów w Serie B, 19 sezonów w Serie C, oraz 5 sezonów w Serie D.
Po zakończeniu sezonu 2017/18 klub ogłosił upadłość. Firma Cesena Football Club S.p.A., która została nową spadkobiercą sportowego tytułu Associazione Calcio Cesena, połączyła się z Associazione Sportiva Dilettantistica Romagna Centro (dawniej Polisportiva Martorano, założony w latach pięćdziesiątych), tworząc 23 lipca 2018 Cesena FC.

## Europejskie puchary
Legenda do wszystkich tabel:
- Q – runda eliminacyjna, 1/16, 1/8, 1/4, 1/2 – odpowiednia faza rozgrywek, Grupa – runda grupowa, 1r gr – pierwsza runda grupowa, 2r gr – druga runda grupowa, F – finał, R – runda, PO – play-off
- k. – rzuty karne, los. – losowanie, Dogr. – dogrywka, w. – zasada bramek strzelonych na wyjeździe

| Sezon   | Rozgrywki   | Runda | Klub            | Dom | Wyjazd | Ogólnie |
| ------- | ----------- | ----- | --------------- | --- | ------ | ------- |
| 1976/77 | Puchar UEFA | 1R    | 1. FC Magdeburg | 3–1 | 0–3    | 3–4     |